# Толстоголовка Штаудингера
Толстоголовка Штаудингера (лат. Muschampia staudingeri) — бабочка из семейства толстоголовок.

## Этимология названия
Видовое название дано в честь в Отто Штаудингера (1830—1900) — немецкого энтомолога, создателя энтомологического каталога 1861 года.

## Описание
Длина переднего крыла 15-18 мм. Крылья тёмно-коричневые с четкими белыми пятнами на переднем крыле и размытыми белесоватыми на заднем крыле. Нижняя сторона переднего крыла светло-серая с чёткими белыми пятнами, заднего — белая, с ярко-жёлтыми перевязями окаймленными чёрными линиями.

## Ареал
Средняя Азия, Восточный Казахстан.

## Биология
Бабочки населяют остепненные участки в горных котловинах и на склонах. Развивается в одном поколении за год. Время лёта бабочек: конец мая — июль. Преимагинальные стадии не описаны.